# Гнойс
Гнойс (нім. Gneus) — громада в Німеччині, розташована в землі Тюрингія. Входить до складу району Заале-Гольцланд. Складова частина об'єднання громад Гюгелланд/Телер.
Площа — 8,26 км2. Населення становить 144 ос. (станом на 31 грудня 2021).